# Sakon Nakhon (provincie)
Sakon Nakhon is een provincie in het noordoosten van Thailand in het gebied dat ook wel Isaan wordt genoemd. In december 2002 had de provincie 1.107.752 inwoners, waarmee het de 17e provincie qua bevolking in Thailand is. Met een oppervlakte van 9605,8 km² is het de 19e provincie qua omvang in Thailand. De provincie ligt op ongeveer 647 kilometer van Bangkok. Sakon Nakhon grenst aan Nong Khai, Nakhon Phanom, Mukdahan, Kalasin en Udon Thani. Sakon Nakhon ligt niet aan zee.

## Provinciale symbolen
|  | Het provinciale zegel van Sakon Nakhon. |

## Klimaat
Gemiddeld valt er 1742 mm regen per jaar.

## Politiek

### Bestuurlijke indeling
De provincie is onderverdeeld in 18 districten (Amphoe) namelijk:
| Amphoe \| 1. Mueang Sakon Nakhon 2. Kusuman 3. Kut Bak 4. Phanna Nikhom 5. Phang Khon 6. Waritchaphum 7. Nikhom Nam Un 8. Wanon Niwat 9. Kham Ta Kla \| 10. Ban Muang 11. Akat Amnuai 12. Sawang Daen Din 13. Song Dao 14. Tao Ngoi 15. Khok Si Suphan 16. Charoen Sin 17. Phon Na Kaeo 18. Phu Phan \| | |
| 1. Mueang Sakon Nakhon 2. Kusuman 3. Kut Bak 4. Phanna Nikhom 5. Phang Khon 6. Waritchaphum 7. Nikhom Nam Un 8. Wanon Niwat 9. Kham Ta Kla | 10. Ban Muang 11. Akat Amnuai 12. Sawang Daen Din 13. Song Dao 14. Tao Ngoi 15. Khok Si Suphan 16. Charoen Sin 17. Phon Na Kaeo 18. Phu Phan |